# Kaltennordheim
Kaltennordheim is een stad in de Duitse deelstaat Thüringen en maakt sinds 1 januari 2019 deel uit van de Landkreis Schmalkalden-Meiningen.
Kaltennordheim telt 3351 inwoners.

## Geografie
De stad ligt aan de bovenloop van de Felda in het westen van de deelstaat Thüringen. Tot de stad Kaltennordheim behoren sinds 31 december 2013 de ortsteile Andenhausen, Fischbach/Rhön, Kaltenlengsfeld en Klings. De stad maakte deel uit van de Kreis Wartburgkreis.
Met ingang van 1 januari 2019 vond er een gemeentelijke herindeling plaats, waarbij Kaltennordheim de Wartburgkreis verliet en deel ging uitmaken van de Verwaltungsgemeinschaft Hohe Rhön en daarmee onderdeel werd van de Landkreis Schmalkalden-Meiningen. Naast de bovengenoemde deelgemeentes werd de stad uitgebreid met de ortsteile Aschenhausen, Kaltensundheim, Kaltenwestheim, Melpers, Mittelsdorf, Oberkatz, en Unterweid.

### Klimaat
Het klimaat van Kaltennordheim is relatief koud en schraal. Dat is de oorsprong van de naam van de stad.

## Cultuur en bezienswaardigheden

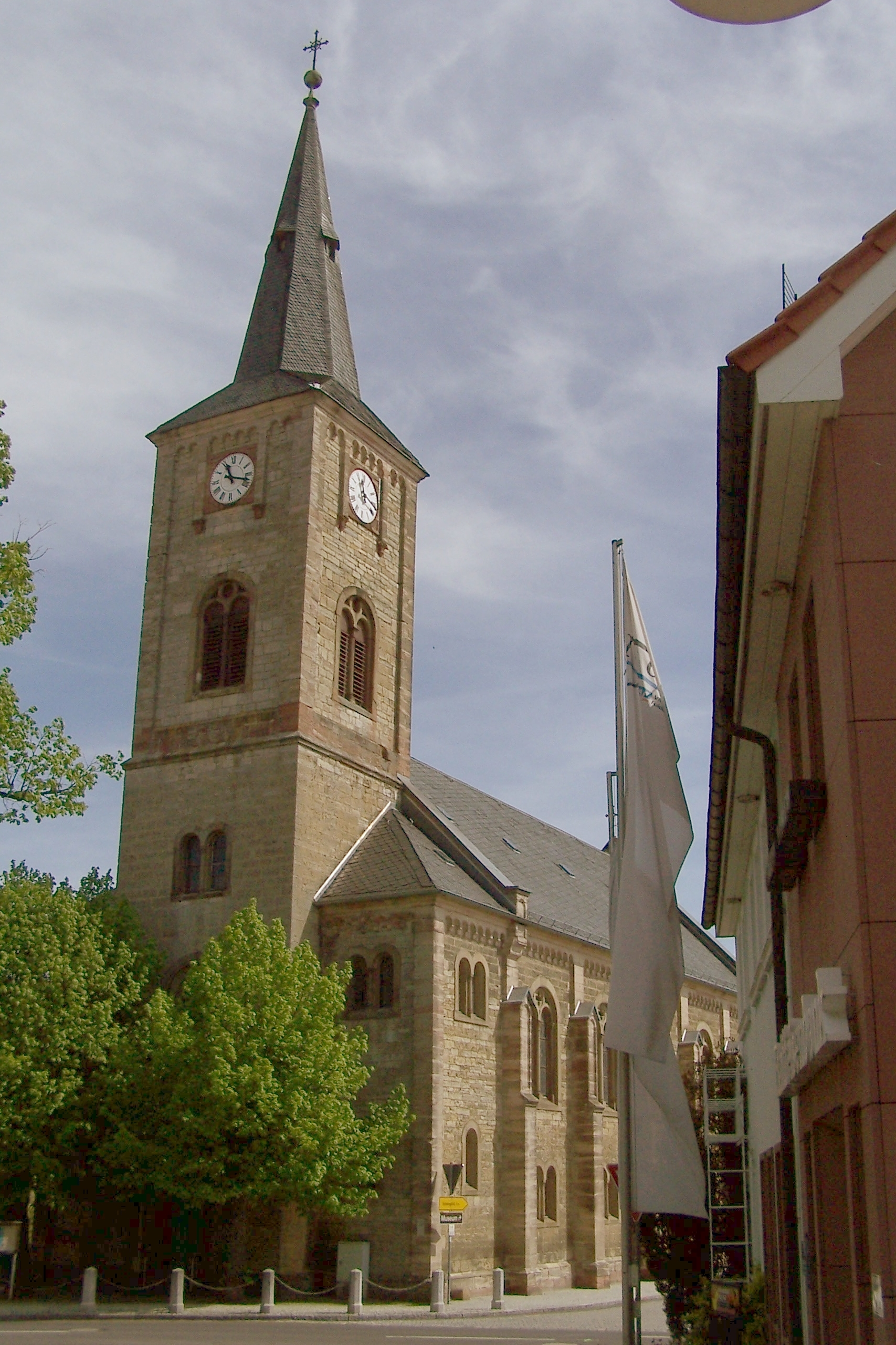
Sint Nikoleikerk

### Kasteel
Het Kaltennordheimse kasteel is een gebouw uit 1754. Het is opgericht op middeleeuwse fundamenten. Vandaag de dag is het een toeristisch informatiecentrum en een museum.

### Kilianskerk
De laatgotische protestantse Kilianskerk uit de 14e eeuw is een nabouw van de oorspronkelijk houten kapel. Vandaag de dag is zij de oudste stenen kerk in het Feldagebied.

### Andere bezienswaardigheden
- Raadhuis en oude stad
- Grote Stadkerk: Sint Nikolai – een nieuwbouw van 1867
- 500 jaar oude lindeboom op het burchtplein
- "Rhönbrauerei“ - Rhönbrouwerij
- Hotel „Zum goldenen Löwen“
- Molens en bruggen aan de Felda
- groep van beeldhouwwerken tegenover de Stadkerk.

### Regelmatige evenementen
- Het feest Heiratsmarkt (met Pinksteren), het grootste volksfeest in Zuid-Thüringen (deelstaat)
- Brouwerijfeest in augustus
- Karneval
- Kirmes in oktober
- Rock-Zommer en Newcomer Bandnacht in juli.